# ماري مارتن
ماري فيرجينيا مارتن (بالإنجليزية: Mary Martin)‏ (1 ديسمبر 1913 - 3 نوفمير 1990)، هي ممثلة ومطربة ونجمة أمريكية لامعة. وهي والدة الممثل لاري هاغمان. ولدت في ويذرفورد تكساس .كان والدها بريستون مارتن محامياً، وكانت والدتها خوانيتا بريسلي معلمة كمان. كانت طفولتها آمنة وسعيدة كما وصفتها في سيرتها الذاتية My Heart Belongs. بدأت مارتن مسيرتها الإذاعية في عام 1939 كمغنية في إحياء لحفل ليلة الثلاثاء على شبكة سي بي إس.
توفيت مارتن بسبب السرطان قبل أربعة أسابيع من عيد ميلادها السابع والسبعين في منزلها في رانشو ميراج، كاليفورنيا، في 3 نوفمبر 1990. ودُفنت في مقبرة سيتي غرينوود في ويذرفورد، تكساس.

## Further reading
- Martin، Mary (1976). My Heart Belongs. New York: Morrow. ISBN:0-688-03009-2.
- Kirkwood, James, Jr. (1989). Diary of a Mad Playwright: Perilous Adventures on the Road with Mary Martin and Carol Channing, about production of the play "Legends" (Dutton)

## وصلات خارجية
- ماري مارتن على موقع IMDb (الإنجليزية)
- ماري مارتن على موقع الموسوعة البريطانية (الإنجليزية)
- ماري مارتن على موقع ألو سيني (الفرنسية)
- ماري مارتن على موقع ميوزك برينز (الإنجليزية)
- ماري مارتن على موقع أول موفي (الإنجليزية)
- ماري مارتن على موقع قاعدة بيانات برودواي على الإنترنت (الإنجليزية)
- ماري مارتن على موقع قاعدة بيانات الأفلام السويدية (السويدية)
- ماري مارتن على موقع إن إن دي بي (الإنجليزية)
- ماري مارتن على موقع أول ميوزيك (الإنجليزية)
- ماري مارتن على موقع ديسكوغز (الإنجليزية)
- "Martin,%20Mary"&t=str_subject Photos of Mary Martin, hosted by the Portal to Texas History